# Speed Driver
『Speed Driver』（スピードドライバー、極速賽車）は、中華民国（台湾）のゲーム会社・IGSより販売され、同地域にて稼働されているアーケード向けレースゲームシリーズ。2019年現在、日本への輸出・販売は行われいない。

## 概要
IGSのオリジナルIPによるレースゲーム。日本のアーケード向けレースゲーム『頭文字D ARCADE STAGEシリーズ』『湾岸ミッドナイト MAXIMUM TUNEシリーズ』に影響を受けており、ゲームデザインについてもそれらを模倣したような内容となっているが、ニトロの採用など本作独自の要素も持つ。
収録されている車両についてはいずれも実在する車両をモチーフとしているが、自動車メーカーからライセンスを取得していないため車名は架空の物となっている。

## ゲームモード
Story Mode
ゲームに登場するキャラクターとレースし、勝利していくモード。
Challenge Mode
キャラクターを次々と撃破し、ポイントを稼ぐモード。
Time Attack
プレイヤーの車両一台でタイムを競うモード。
Local Battle
店内のプレイヤーと対戦するモード。
Gloval Battle
4より追加。全国のプレイヤーと1VS1の対戦をするモード。
Free Racing
4より追加。好きなキャラクターと自由にバトルをするモード。

## シリーズ

### Speed Driver:Evolution
2004年稼働。筐体は『頭文字D ARCADE STAGEシリーズ』のVer.1 - Ver.3のものをベースとしているが、ハンドルの形象やボタンの配置が異なり、シフトノブも右側へ付けられ、カードリーダーも後付けではなく筐体に内蔵されている。

### Speed Driver 2:Over Take
2007年稼働。筐体が前作の物から変更され、ディスプレイサイズも変更された。

### Speed Driver 3:Crash Hour
2010年稼働。筐体が再び変更され、方向キーが追加、ニトロボタンはセガの『R-TUNED：Ultimate Street Racing』と同様のハンドルに装備する仕様となった。また、ディスプレイ解像度についてもHDへ移行された。

### Speed Driver 4:World Fever
2012年稼働。今作よりオンラインへ対応。ゲームモードが追加され、カードに保存可能な車種数が増加した。筐体は『3』のものが引き続き使用される。

### Speed Driver 5:New Generation
2019年稼働。『4』から7年ぶりの新作となる。筐体が完全新規のものとなり、モニターが大型化やシフトノブのHシフター化が施された。データの読み込み・保存はこれまでのカード形式から、ゲーム開始直後に表示されるバーコードを携帯電話の専用アプリを通じて読み取る形式に変更された。また、カメラも搭載され、一部モードでゲームプレイ中にプレイヤーの様子が表示されるようになった。